# Pionjärön

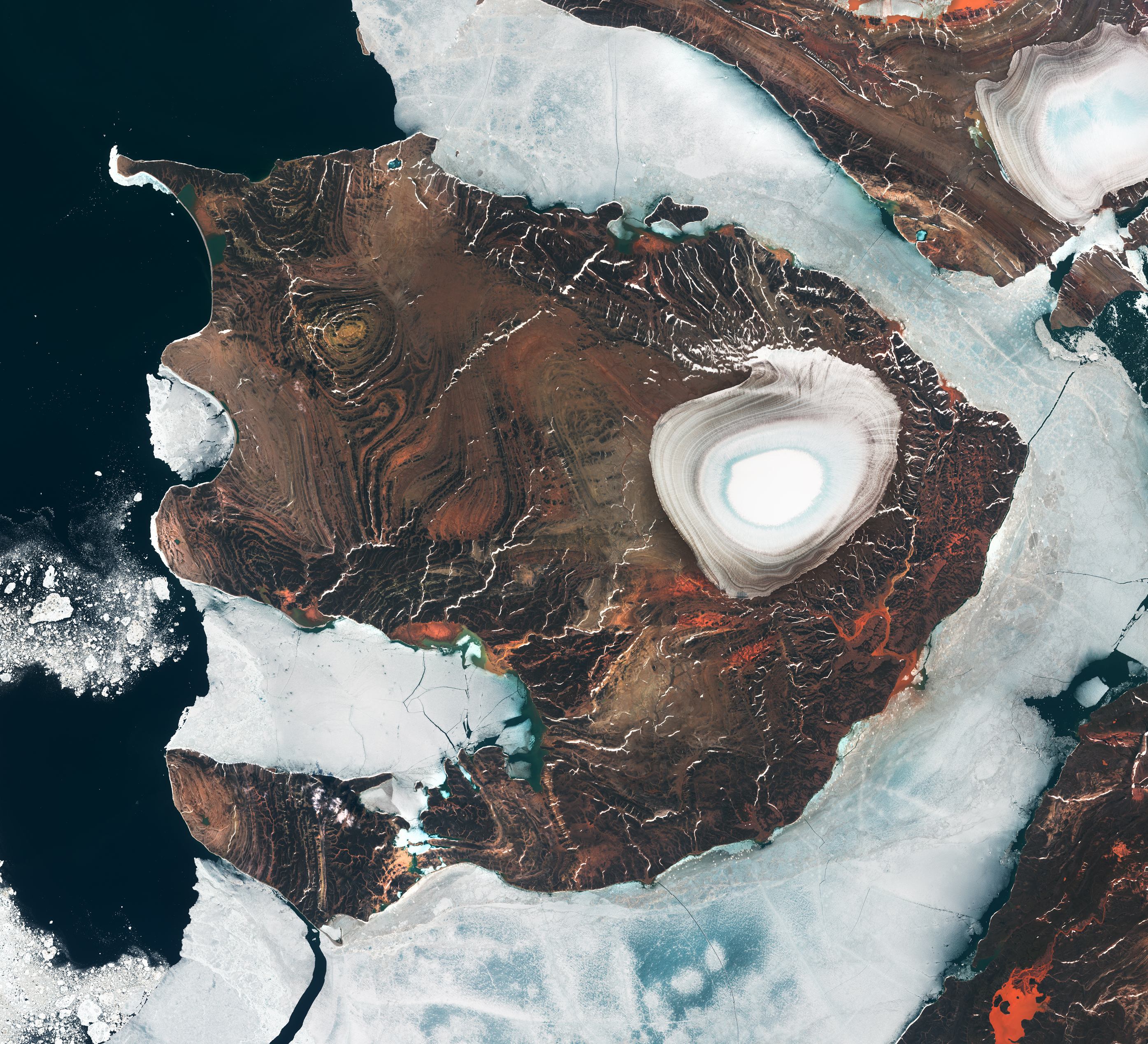
Satellitbild på Pionjärön från 2020.

Pionjäröns läge i Severnaja Zemlja.

Pionjärön (ryska: остров Пионер, óstrov Pioner) är den västligaste ön i ögruppen Severnaja Zemlja, Krasnojarsk kraj, Ryssland. Ön har en areal på omkring 1527 km². Ön upptäcktes av Georgij Usjakov och Nikolaj Urvantsev under deras expedition mellan 1930 till 1932. 
Pionjärön är övervägande platt och når bara höjder på cirka 100 meter utanför Pionjärglaciären. På sommaren är ön huvudsakligen isfritt.
Ett initiativ att döpa om Severnaja Zemlja till Nikolaus II:s land (Земля Императора Николая II), där Pionjärön skulle få namnet Sankt Tatjana (Святая Татьяна) misslyckades 2007 på grund av avslag från parlamentet i Krasnojarsk kraj.